# Hennie Le Roux
Pour les articles homonymes, voir Le Roux.
Pas d'image ? Cliquez ici

a Compétitions nationales et continentales officielles uniquement.

b Matchs officiels uniquement.
Dernière mise à jour le 10 novembre 2021.
Hendrik Pieter (Hennie) Le Roux, né le 10 juillet 1967 à Grahamstown, est un ancien joueur de rugby à XV sud-africain qui a joué avec l'équipe d'Afrique du Sud. Il évoluait au poste de demi d'ouverture ou de trois-quarts centre (1,75 m et 78 kg).
C'est le président du syndicat des joueurs, qu'il a fondé en 1997.

## Carrière

### En province
- Transvaal (Super 12) 1996
- Gauteng Lions 1997
- Cats 1998 à 2000

### Avec les Springboks
Il a effectué son premier test match avec les Springboks le 26 juin 1993 à l’occasion d’un match contre l'équipe de France. Son dernier test match a été effectué le 15 décembre 1996 contre l'équipe du pays de Galles.

## Palmarès

### Avec les Springboks
- 27 sélections
- 4 essais, 4 pénalités, 1 transformation (34 points).
- Sélections par saison : 2 en 1993, 8 en 1994, 10 en 1995, 7 en 1996.

### Coupe du monde
- Champion du monde 1995 en Afrique du Sud : 6 sélections (Australie, Roumanie, Canada, Samoa, France, Nouvelle-Zélande).